# ヘレーネ・フィッシャー
ドイツ出身の歌手、シンガーソングライター、俳優、ダンサーであるヘレーネ・フィッシャー（Helene Fischer、1984年8月5日 - ）は、エコー賞やバンビなど数々の賞を受賞している。録音媒体全般の売上は累計1,800万枚にのぼり、「Atemlos durch die Nacht」をはじめ、フィッシャーの楽曲は2014年時点で、ドイツ語圏において最大の音楽産業成績を誇る。

## 経歴
ロシアのシベリアの中部の都市クラスノヤルスク（当時ソビエト連邦）で、体育教師の父ピーターとエンジニアの母マリーナ・フィッシャーとの間に生まれた。彼女の父方の祖父母は黒海ドイツ人であり、カザフスタン・シベリアの強制入植地に送られた人々であった。
1988年、3歳半のときに彼女は両親と6歳の姉と一緒に、西ドイツのラインラント＝プファルツ州のヴェルシュタインに移住した。
学校を卒業した後、フランクフルトステージ＆ミュージカルスクールに3年間在籍し、歌と演技を学んだ。 この間、彼女はダルムシュタット国立劇場、およびフランクフルトのフォルクスシアターのステージに出演するなどした。
2005年5月14日に歌手デビューする。最初のテレビ出演は、ドイツのテレビチャンネルARDの番組で行われた歌手フロリアン・スィルベライゼン(後に同棲相手となる)とのデュエットであった。
2010年6月7日に最初の英語アルバム『The English Ones』をリリース。本作は有名なドイツ人プロデューサー、作曲家、アレンジャーのJean Frankfurterによってプロデュースされた。
2013年1月、彼女はドイツのテレビシリーズ「Das Traumschiff」で俳優デビューをした。
2013年10月4日、ドイツでアルバム『Farbenspiel』をリリース。アルバムは、ドイツ、デンマーク、オーストリアで5日後にプラチナ認定を受け、これまでに240万枚以上を売り上げた『Farbenspiel』は、過去10年間の初週セールスでドイツの女性アーティストで最も成功した作品となった。キャリア初期の頃はもっぱら美しい歌声でのみ知られていたが、本作を皮切りに激しいダンスやサーカス風のショーを取り入れたコンサートを行うようになった。アルバム収録曲「Atemlos durch die Nacht」は、ドイツ語圏において大ヒットとなり、フィッシャーの代表曲となった。この曲をオーストリアのウィーン警察官が、勤務中に車中で歌う動画がYoutubeに投稿されるなど話題にもなり、2014年にドイツで最も売れた曲となった。2014年にツアー、2015年には大規模なスタジアムツアーを行い、ベルリン・オリンピアシュタディオンで12万人の前でコンサートを行った。
2015年11月13日、クリスマスアルバム『Weihnachten』をリリース。 2枚組CDで構成され、1枚はドイツ語とドイツ語の方言、2枚目は英語で歌われている本作は、ドイツとオーストリアのチャートで1位になり、130万枚以上を売り上げた。
2016年、ドイツ語版のディズニー映画「モアナ」のタイトル曲「How Far I'll Go（Ich bin bereit）」を担当した。
2017年5月12日、8枚目のアルバムであるセルフタイトル『ヘレーネ・フィッシャー』をリリース。オーストリア、ドイツ、スイスのアルバムチャートで1位になり、オランダとフランダース・ベルギーでトップ10入りした。ドイツでは、最週に30万枚以上を売上げ、ヘルベルト・グレーネマイヤーの2002年のアルバム『Mensch』以来、最も多く売れたアルバムとなった。ドイツとオーストリアで9つのプラチナを獲得し、現在まで両国で100万枚以上を売り上げている。
2018年6月、彼女は2度目のスタジアムツアーを開始し、ドイツ、スイス、オランダ、オーストリアで公演し、160万人を動員した。ショーではシルク・ドゥ・ソレイユと一緒にパフォーマンスを行った。
2018年のフォーブスの世界で最も稼いだ女性歌手で8位にランクイン。現在ドイツで最も成功している英語圏以外の歌手の一人である。
その一方で、ドイツ最大の新聞ビルトから厳しい批判を寄せられ、ドイツのYahoo!のニュースでもこっぴどく非難され、長文の弁解文をFacebookの載せたが、その行為もさらに批判を浴びるなど、ドイツのマスコミからの批判の矢面に立たされている。

また、フローリアン・スィルバライゼンと離別した直後からバックダンサーと交際し、一児をもうける。異例の長期の産休・育児休暇の後、2022年7月に活動を再開した。

## 作品
- Von hier bis unendlich (2006)
- So nah wie Du (2007)
- Zaubermond (2008)
- So wie ich bin (2009)
- Für einen Tag (2011)
- Farbenspiel (2013)
- Weihnachten (2015)
- Helene Fischer (2017)